# Severiano de Almeida
Severiano de Almeida este un oraș în Rio Grande do Sul (RS), Brazilia.